# Cantimpalos
Cantimpalos település Spanyolországban, Segovia tartományban. Cantimpalos Escarabajosa de Cabezas, Escobar de Polendos, Cabañas de Polendos, Encinillas, Roda de Eresma, Armuña és Yanguas de Eresma községekkel határos. Lakosainak száma 1427 fő (2024).

## Népesség
A település népessége az elmúlt években az alábbi módon változott:
| Lakosok száma | 1270 | 1296 | 1401 | 1424 | 1401 | 1368 | 1331 | 1325 | 1334 | 1427 |
|               | 2001 | 2004 | 2007 | 2009 | 2012 | 2014 | 2017 | 2019 | 2022 | 2024 |